# Cédric Bakambu
Cédric Bakambu (* 11. April 1991 in Vitry-sur-Seine) ist ein französisch-kongolesischer Fußballspieler. Der Stürmer steht bei Betis Sevilla unter Vertrag und ist Nationalspieler der DR Kongo.

## Karriere

### Verein
Bakambu begann mit dem Vereinsfußball 2000 in der Jugendabteilung von US Ivry und spielte ab 2006 für die Jugendmannschaften vom FC Sochaux. Ab 2008 spielte er in der Reservemannschaft und wurde 2010 auch in den Kaderplanungen berücksichtigt. Nachdem er von 2010 bis 2011 für beide Teams gespielt hatte, wurde er 2011 vollständiges Mitglied der ersten Mannschaft. Im Laufe der Saison 2011/12 eroberte er sich einen Stammplatz und behielt diesen die nächsten zwei Spielzeiten lang.
Am letzten Tag der Sommertransferperiode 2014 wechselte er in die türkische Süper Lig zu Bursaspor. In der Spielzeit 2014/15 erzielte er 13 Tore bei 27 Einsätzen und erreichte mit der Mannschaft den sechsten Platz in der Abschlusstabelle. Nach Saisonende ging Bakambu zum FC Villarreal in die spanische Primera División.
Im Januar 2018 verließ Bakambu den Verein aus persönlichen Gründen. Die Chinese Super League bestätigte die kursierenden Meldungen über einen Transfer für umgerechnet über 40 Millionen Euro an den Verein Beijing Guoan zunächst nicht; der Wechsel wurde aber Anfang März 2018, kurz vor Beginn der Saison 2018, schließlich vollzogen. In China verbrachte er vier Jahre, bevor er sich im Januar 2022 Olympique Marseille anschloss.
Im September 2022 wechselte er nach Griechenland zu Olympiakos Piräus. Dort wurde Bakambu mit 18 Toren Torschützenkönig. Es folgte ein Wechsel in die Vereinigten Arabischen Emirate zu al-Nasr SC. Bakambu wechselte während der Sommervorbereitung zur Saison 2023/24 zu Galatasaray Istanbul. Galatasaray zahlte eine Ablöse von 700.000 Euro. Nach einer halben Saison für die Gelb-Roten wechselte Bakambu im Februar 2024 zu Betis Sevilla. Sevilla bezahlte für den Stürmer eine Ablöse in Höhe von 5 Millionen Euro.

### Nationalmannschaft
Bakambu begann seine Nationalmannschaftskarriere 2011 mit einem Einsatz für die französischen U-18-Nationalmannschaft. Anschließend spielte er für die U-19- und U-20-Auswahlmannschaften seines Landes.
Mit der französischen U-19-Nationalmannschaft gewann er die U-19-Europameisterschaft 2010 und mit der französischen U-20-Nationalmannschaft wurde er Vierter bei der U-20-Weltmeisterschaft 2011.
Am 9. Juni 2015 debütierte Bakambu beim 1:1 im Freundschaftsspiel gegen Kamerun für die A-Nationalmannschaft der Demokratischen Republik Kongo.

## Erfolge und Auszeichnungen
Nationalmannschaft
- U-19-Europameister: 2010
- Vierter der U-20-Weltmeisterschaft: 2011

Bursaspor
- Torschützenkönig im Türkischen Fußballpokal 2014/15 (8 Tore)

Individuelle Auszeichnungen
- Torschützenkönig in der Super League (18 Tore)
- Spieler des Monats der Primera División: Oktober 2017